# Королівська поліція Гренади
Королівська поліція Гренади (RGPF) відповідає за забезпечення правопорядку в Гренаді.  RGPF забезпечує виконання кримінального, імміграційного та морського законодавства.  Він також відповідає за безпеку морського порту та пожежну службу.  Маючи 14 поліцейських відділень і понад 940 співробітників, сила реагує на понад 15 000 злочинів та інцидентів на рік.  Королівська поліція Гренади також має воєнізоване формування для національної оборони.